# William Quarrier Kennedy
William Quarrier Kennedy (* 30. November 1903; † 13. März 1979) war ein britischer Geologe und Petrograph und Experte für die Geologie des schottischen Hochlandes und Afrikas. Häufig wird er als W. Q. Kennedy zitiert.

## Leben
William Kennedy studierte Geologie an der University of Glasgow bei John Walter Gregory und an der ETH Zürich bei Paul Niggli. Von 1928 bis 1945 war er beim Geological Survey of Scotland. Danach war er von 1945 bis 1967 Professor für Geologie an der University of Leeds, an der er 1955 das Institute of African Geology gründete, das er bis zu seiner Emeritierung leitete. Sein Nachfolger war Robert Millner Shackleton.
Aufgrund seines Studiums in Europa führte er als einer der Ersten Universaldrehtisch-Methoden (Universal Stage) für Polarisationsmikroskope zur Betrachtung von Dünnschliffen in Großbritannien ein und Methoden der Gefügekunde von Bruno Sander.
Als Petrograph befasste er sich mit kontaktmetamorphen (pyrometasomatischen) Lagerstätten, zusammengesetzten Lavaflüssen und dem Ursprungsmagma der britischen (nordatlantischen) Tertiärprovinz (Plateaubasalte in Nordirland, Westschottland, Hebriden bis zu Teilen von Island, Grönland, Norwegen) sowie dem Ursprung basaltischer Magmen. Bei seiner Untersuchung der Basalte führte er die Begriffe Tholeiit- (reich an Silikaten) und Olivinbasalt-Magmen (arm an Silikaten) ein.
Er wies 1946 überzeugend nach, dass es am Great Glen Fault in Schottland eine große horizontale Verschiebung gegeben hatte (von insgesamt 65 Meilen im Lauf der Zeit), die später als typische Verschiebung an Plattengrenzen erklärt wurde (zwischen Laurentia und dem Baltischen Schild). Im Geological Survey von Schottland arbeitete er auch mit E. J. Richey am Moine Thrust.
Kennedy war Fellow der Royal Society of Edinburgh (1948) sowie der Royal Society (1949) und erhielt 1949 die Bigsby Medal der Geological Society of London sowie 1967 die Lyell-Medaille. Zu seinen Schülern zählt Ian Graham Gass.